# Greet Kershaw
Greet Kershaw, auch Gretha Kershaw, geborene Greet Slutier (* 1922 oder 1923 in Amsterdam; † 30. Januar 2008) war eine niederländisch-amerikanische Anthropologin. 

## Leben
Greet (Gretha) Kershaw wuchs in den Niederlanden auf und wurde Sozialarbeiterin. Als Studentin der Anthropologie lebte sie von 1955 bis 1957 in Kenia bei den Kikuyu, die damals das Zentrum der Mau-Mau-Bewegung bildeten.
Sie schloss ihr Studium 1960 an der Universität von Chicago ab, wo sie auch 1972 promovierte. Von 1966 bis zu ihrer Pensionierung Ende der 1980er Jahre war sie Professorin für Anthropologie an der California State University, Long Beach. 
Nach ihrer Pensionierung verfasste sie ein Buch über die Mau-Mau-Bewegung. Dazu verwendete sie ihre detaillierten, sorgfältig gesammelten Daten über das Leben der Kikuyu in den vier Dörfern Thuita, Itara, Mbari ya Igi und Nginduri in Central (Kenia) von 1955 bis 1957. Außerdem besuchte sie ihre Standorte erneut und studierte die Folgen der Bewegung. 

## Werke
- Gretha Kershaw: The land is the people. A study of Kikuyu social organization in historical perspective. Chicago, zugleich Diss. 1972.
- Greet Kershaw: Mau Mau from Below. Ohio University Press, Athens 1997.